# Hecatesia
Hecatesia é um gênero de traça pertencente à família Arctiidae.